# Poljoprivredno inženjerstvo
Poljoprivredno inženjerstvo je inženjering poljoprivredne proizvodnje i prerade. Poljoprivredno inženjerstvo kombinuje discipline mašinskih, građevinskih, elektrotehničkih, prehrambenih i hemijskih inženjerskih principa sa poznavanjem poljoprivrednih principa u skladu sa tehnološkim principima. Ključni cilj ove discipline je poboljšanje efikasnosti i održivosti poljoprivrednih praksi.

## Istorija
Prva upotreba poljoprivrednog inženjerstva bila je uvođenje navodnjavanja u poljoprivredu na velikim razmerama u rekama Nil i Eufrat pre 2000. p. n. e. Velike strukture za navodnjavanje su takođe bile prisutne u Beludžistanu i Indiji pre hrišćanske ere. U Južnoj Americi navodnjavanje su Inke praktikovale u Peruu, a u Severnoj Americi Asteci. Ta se praksa se nije proširila sve do industrijske revolucije.
Najraniji plug je bio ard ili grebući plug. Doseljenici su praktikovali navodnjavanje u okolini San Antonija 1715. godine, Mormoni su praktikovali navodnjavanje u dolini Solt Lejka 1847. godine.
Sa usponom traktora i mašina u industrijskoj revoluciji, počelo je novo doba u poljoprivrednom inženjerstvu. Tokom industrijske revolucije, mehanički kombajni i sejalice su zamenili ručnu obradu polja u većem delu rukovanja prehrambenim i industrijskim usevima. Mehaničku vršidbu uveli su 1761. Džon Lojd, Magnus Strindberg i Ditrih. Vršilicu Biter Bar izradio je Andru Mikl 1786. godine. Plug od livenog željeza prvi je napravio Čarls Njubold između 1790. i 1796. godine. Džejms Smit konstruirao je kosilicu 1811. Džordž Beri koristio je parni kombajn 1886. Džon Dir napravio je svoj prvi čelični plug 1833. godine. Kultivator s dva konja prvi put je proizveden oko 1861. godine.
Uvođenje ovih inženjerskih koncepata u oblast poljoprivrede omogućilo je enormno povećanje produktivnosti useva, nazvano „druga poljoprivredna revolucija” koja se sastojala od:
- Prelaz sa seoske poljoprivrede za vlastite potrebe na poljoprivredu za gotovinu za tržište
- Tehničke promene plodoreda i poboljšanje stočarstva
- Ručni rad je zamijenjen mašinerijom

U 20. veku, s usponom pouzdanih motora u avionima, implementirani su avionski raspršivači za širenje pesticida. Uvođenje ovih inženjerskih koncepata u oblast poljoprivrede omogućilo je ogromno povećanje produktivnosti useva, što je nazvano „drugom poljoprivrednom revolucijom”. Krajem 20. veka stvorena je genetički modifikovana hrana (GMO) koja je dala još jedan veliki podsticaj prinosu useva i njihovoj otpornosti na štetočine.

## Specijalnosti
Poljoprivredni inženjeri se angažuju u jednoj ili više od sledećih oblasti:
- dizajn poljoprivrednih mašina, opreme i poljoprivrednih konstrukcija[8]
- motori sa unutrašnjim sagorevanjem primenjeni u poljoprivrednoj mehanizaciji
- upravljanje poljoprivrednim resursima (uključujući upotrebu zemljišta i vode)
- upravljanje vodom, očuvanje i skladištenje za navodnjavanje useva i stočarstvo
- geodetska istraživanja i profilisanje zemljišta
- klimatologija i nauka o atmosferi
- upravljanje i očuvanje tla, uključujući eroziju i kontrolu erozije
- setva, ratarstvo, žetva i obrada useva
- stočarska proizvodnja, uključujući živinu, ribe i mlečne životinje
- upravljanje otpadom, uključujući životinjski otpad, poljoprivredne ostatke i oticanje đubriva
- prehrambeno inženjerstvo i prerada poljoprivrednih proizvoda
- osnovni principi analize kola, primenjeni na električne motore
- fizička i hemijska svojstva materijala koji se koriste, ili proizvode u poljoprivrednoj proizvodnji
- bioresorski inženjering, koji koristi mašine na molekularnom nivou da bi se pomoglo životnoj sredini.

Prerada i skladištenje žetve, koja se bavi obradom useva nakon žetve
- Dizajn eksperimenata u kontekstu biljne i životinjske proizvodnje
- Poljoprivreda kontrolisane okoline

### Poljoprivredni inženjeri
Poljoprivredni inženjeri mogu obavljati zadatke poput planiranja, nadzora i upravljanja izgradnjom sistama otpadnih voda, navodnjavanja, drenaže, sistema za kontrolu poplavnih voda, vršeći procene uticaja na životnu sredinu, preradu poljoprivrednih proizvoda, interpretiraju rezultate istraživanja i primenjuju relevantne prakse. Veliki procenat poljoprivrednih inženjera radi u akademskim krugovima ili u vladinim agencijama, poput Ministarstva poljoprivrede Sjedinjenih Država ili državnih poljoprivrednih službi. Neki su konsultanti, zaposleni u privatnim inženjerskim firmama, dok drugi rade u industriji, za proizvođače poljoprivrednih mašina, opreme, tehnologije prerade i strukture za smeštaj stoke i skladištenje useva. Poljoprivredni inženjeri rade na proizvodnji, prodaji, menadžmentu, istraživanju i razvoju ili primenjenoj nauci.
U Ujedinjenom Kraljevstvu termin poljoprivredni inženjer se često takođe koristi za opisivanje osobe koja popravlja ili modifikuje poljprivrednu opremu.

## ASABE standardi
Američko udruženje inženjera poljoprivrede, danas poznato kao Američko društvo poljoprivrednih i bioloških inženjera (engl. American Society of Agricultural and Biological Engineers, ASABE), osnovano je 1907. To je vodeća organizacija u oblasti poljoprivrednog inženjerstva. ASABE pruža sigurnosne i regulatorne standarde za poljoprivrednu industriju. Ovi standardi i propisi razvijeni su na međunarodnoj skali i uključuju teme o đubrivima, uslovima tla, ribarstvu, biogorivima, biogasovima, krmnim mašinama, traktorima i mašineriji.

## Obrazovanje
Prvi nastavni plan i program poljoprivrednog inženjerstva osnovao je Dž. B. Dejvidson na Državnom univerzitetu Ajova 1905. godine.
Mnogi univerziteti imaju dodiplomske programe posvećene studijama poljoprivrednog inženjerstva i bioinženjeringa. Ovi programi su važni za nastavak obrazovanja i napredovanje na tom polju.

## Literatura
- Brown, R.H..., ур. (1988). CRC handbook of engineering in agriculture. ISBN 0-8493-3860-3.. Boca Raton, FL.: CRC Press. .
- Field, H. L., Solie, J. B., & Roth, L. O. (2007). Introduction to agricultural engineering technology: a problem solving approach. New York: Springer. ISBN 0-387-36913-9.
- Stewart, Robert E. (1979). Seven decades that changed America: a history of the American Society of Agricultural Engineers, 1907-1977. OCLC 5947727.. St. Joseph, Mich.: ASAE..
- DeForest, S. S. (2007). The vision that cut drugery from farming forever. ISBN 1-892769-61-1.. St. Joseph, Mich.: ASAE. .
- „New High-Tech Farm Equipment Is a Nightmare for Farmers”. Wired. 5. 2. 2015.
- „We Can't Let John Deere Destroy the Very Idea of Ownership”. Wired. 21. 4. 2015.
- Chance, Quentin; Meyer, Morgan (6. 6. 2017). „L'agriculture libre. Les outils agricoles à l'épreuve de l'open source”. Techniques & Culture. Revue semestrielle d'anthropologie des techniques (на језику: француски) (67): 236—239. ISSN 0248-6016.
- The State of Food and Agriculture 2022 − Leveraging agricultural automation for transforming agrifood systems. Rome: Food and Agriculture Organization of the United Nations (FAO). 2022. ISBN 978-92-5-136043-9.
- Agricultural engineering Britannica Online.
- „How to Manage Prevent Plant Weeds”. Successful Farming (на језику: енглески). 2019-12-06. Приступљено 2020-08-13.
- In brief to The State of Food and Agriculture 2022 − Leveraging automation in agriculture for transforming agrifood systems. Rome: Food and Agriculture Organization of the United Nations (FAO). 2022. ISBN 978-92-5-137005-6.
- Valle, Santos; S. Kienzle J. (2020). Agriculture 4.0 – Agricultural robotics and automated equipment for sustainable crop production. Integrated Crop Management No. 24. Rome: Food and Agriculture Organization of the United Nations (FAO).
- „New High-Tech Farm Equipment Is a Nightmare for Farmers”. Wired. 2015-02-05.
- „We Can't Let John Deere Destroy the Very Idea of Ownership”. Wired. 2015-04-21.
- farmlabs.org. „This is the Beginning of a network of open laboratories for agricultural research and experimentation”. farmlabs.org (на језику: енглески). Приступљено 2019-07-20.[мртва веза]
- Gaillard, Chris. „L'Atelier Paysan”. L’Atelier Paysan (на језику: француски). Приступљено 2019-07-20.
- Chance, Quentin; Meyer, Morgan (2017-06-06). „L'agriculture libre. Les outils agricoles à l'épreuve de l'open source”. Techniques & Culture. Revue semestrielle d'anthropologie des techniques (на језику: француски) (67): 236—239. ISSN 0248-6016. doi:10.4000/tc.8534 .
- „Ekylibre”. ekylibre.com. Приступљено 2019-07-20.
- „Group Overview ‹ Open Agriculture (OpenAg)”. MIT Media Lab. Приступљено 2019-07-20.
- „Project Overview ‹ Open Phenome Project”. MIT Media Lab. Приступљено 2019-07-20.
- „recipe:start [OpenAg]”. wiki.openag.media.mit.edu. Архивирано из оригинала 20. 07. 2019. г. Приступљено 2019-07-20.
- „Byre | Define Byre at Dictionary.com”. Dictionary.reference.com. Архивирано из оригинала 2012-11-02. г. Приступљено 2012-12-08.

## Spoljašnje veze
- „How to Manage Prevent Plant Weeds”. Successful Farming (на језику: енглески). 6. 12. 2019. Приступљено 13. 8. 2020.
- Hay Harvesting in the 1940s instructional films, Center for Digital Initiatives, University of Vermont Library
- Worldwide Agricultural Machinery and Farm Equipment Directory
- Economic Situation of the agricultural machinery sector—VDMA Report